# Raison d'État
Pour les films, voir La Raison d'État et Raisons d'État.
La raison d'État est le principe politique en vertu duquel l’intérêt de l’État, conçu comme une préoccupation supérieure émanant de l'intérêt général, peut nécessiter de déroger à certaines règles juridiques ou morales, notamment dans des circonstances exceptionnelles. Donnant lieu à des pratiques très variées, cette notion se rattache en particulier à celle de souveraineté nationale, en ce que sa finalité principale est d'assurer la conservation et la pérennité de l'État.
La raison d'État est généralement invoquée lorsqu'il apparaît nécessaire de sacrifier les droits d'une personne pour sauvegarder l'intérêt de l'État, compris comme un moyen d'assurer la sécurité du groupe. L'idée de raison d'État ne saurait donc se limiter à une simple théorie de l'État, et doit être entendue comme une forme particulière de hiérarchisation des valeurs, où l'intérêt de l'État prend le pas sur celui de l'individu, autrement dit où le tout prime la partie. Elle s'oppose notamment au principe d'État de droit, une théorie et pratique juridique adopté dans la plupart des démocraties libérales, qui consiste à subordonner le pouvoir politique au droit, afin de garantir les libertés fondamentales des individus.
La notion de raison d'État suscite des interrogations diverses : si certains y voient une justification du pouvoir despotique, d'autres pointent au contraire la nécessité de choisir le moindre mal, quitte à faire plier, sous des circonstances exceptionnelles, certains principes de droit devant la défense des intérêts supérieurs de la cité. L'ambiguïté qui entoure l'idée de la raison d'État n'est pas nouvelle. L'expression s'est généralisée à la Renaissance, et fut développée par de nombreux auteurs comme Machiavel.

## Histoire du concept
La raison d'État désigne en premier lieu un courant de réflexion politique qu'on date classiquement de Machiavel. Contrairement à une idée répandue, ce concept ne désigne toutefois pas chez lui un prétexte pour faire triompher un pouvoir arbitraire, lequel s'attirerait en effet inutilement les haines de la population et compromettrait la position même du prince. Il réside en fait plutôt dans une certaine fermeté ne reculant pas devant le sacrifice ponctuel d'individualités pour préserver la sûreté du tout dont le gouvernement est dépositaire, malgré le droit mais conformément à la justice :

« César Borgia passait pour cruel, mais sa cruauté rétablit l’ordre et l’union dans la Romagne ; elle y ramena la tranquillité et l’obéissance. […] En faisant un petit nombre d’exemples de rigueur, vous serez plus clément que ceux qui, par trop de pitié, laissent s’élever des désordres d’où s’ensuivent les meurtres et les rapines ; car ces désordres blessent la société tout entière, au lieu que les rigueurs ordonnées par le prince ne tombent que sur des particuliers. […] Cependant le prince qui veut se faire craindre doit s’y prendre de telle manière que, s’il ne gagne point l’affection, il ne s’attire pas non plus la haine […]. S’il faut qu’il en fasse périr quelqu’un, il ne doit s’y décider que quand il y en aura une raison manifeste, et que cet acte de rigueur paraîtra bien justifié. »

— Nicolas Machiavel, Le Prince, chapitre XVII, « De la cruauté et de la clémence, et s’il vaut mieux être aimé que craint. ».
Cette thèse, qui lie Le Prince à la raison d'État, date de Friedrich Meinecke,. Devenue un lieu commun des sciences politiques, elle a néanmoins récemment été remise en question.
Le concept s'est développé à la fin du XVIe siècle et au début du XVIIe siècle. La première mention de l'expression « raison d'État » date de la publication par Giovanni Botero de De la raison d'État. Le concept est notamment repris par Ammirato et Boccalini. Selon Zarka, le lien qu'établit Bodin entre État et souveraineté « n'a certainement pas été sans incidence sur la définition de la raison d'État en termes de dérogation ».

Ces ouvrages de philosophie politique se distinguent des miroirs des princes, qui se caractérisaient par la nature morale de leurs préceptes. Au contraire, avec Machiavel, Gabriel Naudé et autres auteurs similaires, l'action politique s'affranchit de la morale pour constituer une sphère autonome. Le concept devient « la pierre angulaire de la politique de Richelieu » : 

« Ainsi la raison d'État est la maxime selon laquelle l'État agit. C'est elle qui dit à l'homme politique ce qu'il doit faire pour conserver la force et la santé de l'État. La raison d'État désigne également les moyens et les buts de l'accroissement de l'État. La raison de l'État consiste donc à se connaître lui-même et son milieu et à choisir en conséquence les maximes de son action. […] Vivre libre et indépendant signifie pour l'État obéir aux lois que lui dicte sa raison d'État. »

La raison d’État désigne en ce sens la séparation moderne entre la sphère de la morale, valide pour les actes individuels, et la sphère politique, valide pour les actes publics du gouvernement. Cette distinction apparaît avec le constat qu'agir moralement, en politique, pourrait conduire à des effets néfastes. Tout le problème consiste donc en la place à accorder à la morale, analyse qui fait l'objet de l'étude Le Savant et le politique de Max Weber, au début du XXe siècle, par lequel celui-ci distingue deux concepts d'éthique, l'« éthique de conviction » et l'« éthique de responsabilité » : « Machiavel aurait inventé la raison d'État, sans la nommer, avec cette formule : "Il faut donc qu’un prince qui veut se maintenir apprenne à ne pas être toujours bon, et en user bien ou mal, selon la nécessité" ».
La notion de raison d'État, souvent qualifiée de « machiavélienne », a suscité d'innombrables pamphlets protestataires de la part d'auteurs qui s'indignent du manque de moralité de l'État. Ces dénonciations sont devenues si courantes qu'au XIXe siècle, Giuseppe Ferrari, dans son Histoire de la raison d’État (1860), pouvait parler de « 470 écrivains » traitant de ce thème. Il introduisait ses propos en précisant que l'erreur consistait en voir dans les ouvrages exposant cette notion des préceptes pour le Prince, alors qu'en fait ils ne faisaient que décrire les « lois » inexorables de l'action politique : l'interprétation de Ferrari fait ainsi du discours sur la raison d'État l'ancêtre des sciences politiques en tant que discours descriptif et objectif du champ politique.

## Droit et État de droit
La raison d'État est classiquement opposée aux notions de droit et d’État de droit. Certains auteurs estiment néanmoins que l'antagonisme des notions de raison d'État et d'État de droit n'est qu'apparent. Cette thèse est suggérée par Carl Joachim Friedrich. Plus récemment, Antonino Troianiello a développé l'idée que la notion de raison d'État s'est transformée au fil des époques au contact des idéologies dominantes. Ainsi, sous les auspices du constitutionnalisme libéral et de son projet politique, l'État de droit, on assisterait à une simple rationalisation de la raison d'État et non à sa disparition.
Cette rationalisation aurait été favorisée par l'épistémologie positiviste-orthodoxe dominant la science juridique contemporaine en liaison avec l’idéologie de l’État de droit. Un regard critique jeté sur le droit positif permettrait d'établir que, loin de se restreindre aux rubriques généralement évoquées des actes de gouvernement ou des circonstances exceptionnelles, la raison d'État subsisterait dans l'ordre juridique sous des formes aussi variées qu'inattendues. Plus fondamentalement, le développement de la légitimité légale-rationnelle impliquerait une mutation de la raison d'État en rationalité d’État, qui vient s'adjoindre aux acceptions plus anciennes de la notion.

## Cas types

### L'affaire Dreyfus, paradigme du scandale moderne de la raison d'État
Dans son interprétation classique, l'affaire Dreyfus fournit l'illustration d'un débat entre tenants de la raison d'État, pour qui l'intérêt de l'État justifiait qu'on refuse toute révision du procès d'Alfred Dreyfus, quand il avait été tenu pour innocent. Les adversaires de la raison d'État, défenseurs de Dreyfus, plaçaient ainsi la justice et la défense de l'individu contre l'arbitraire de l'État comme idéal supérieur. Il ne s'agit cependant là que d'une interprétation traditionnelle : Georges Clemenceau lui-même, défenseur de Dreyfus, considérait que l'intérêt de l'armée et de l'État était précisément de respecter les droits de la défense, en particulier celui de connaître les actes d'accusation.

### Union soviétique
Les autorités de l'Union soviétique ont dissimulé l'échec du programme lunaire habité soviétique pour éviter une perte de prestige au moment où les États-Unis, leur principal rival durant la guerre froide, avaient mené à bien le programme Apollo.

### France: le sabordage duRainbow Warrior(1985)
L'affaire du Rainbow Warrior, le coulage du navire Rainbow Warrior de l'organisation écologiste Greenpeace par les services secrets français le 10 juillet 1985 dans le port d’Auckland (Nouvelle-Zélande), est un exemple d'un État qui commandite une action illégale (dans ce cas un attentat à la bombe) dans le but de préserver ses intérêts, alléguant que l'intérêt supérieur de la Nation peut justifier des procédés hors la loi,.

## Dans la culture

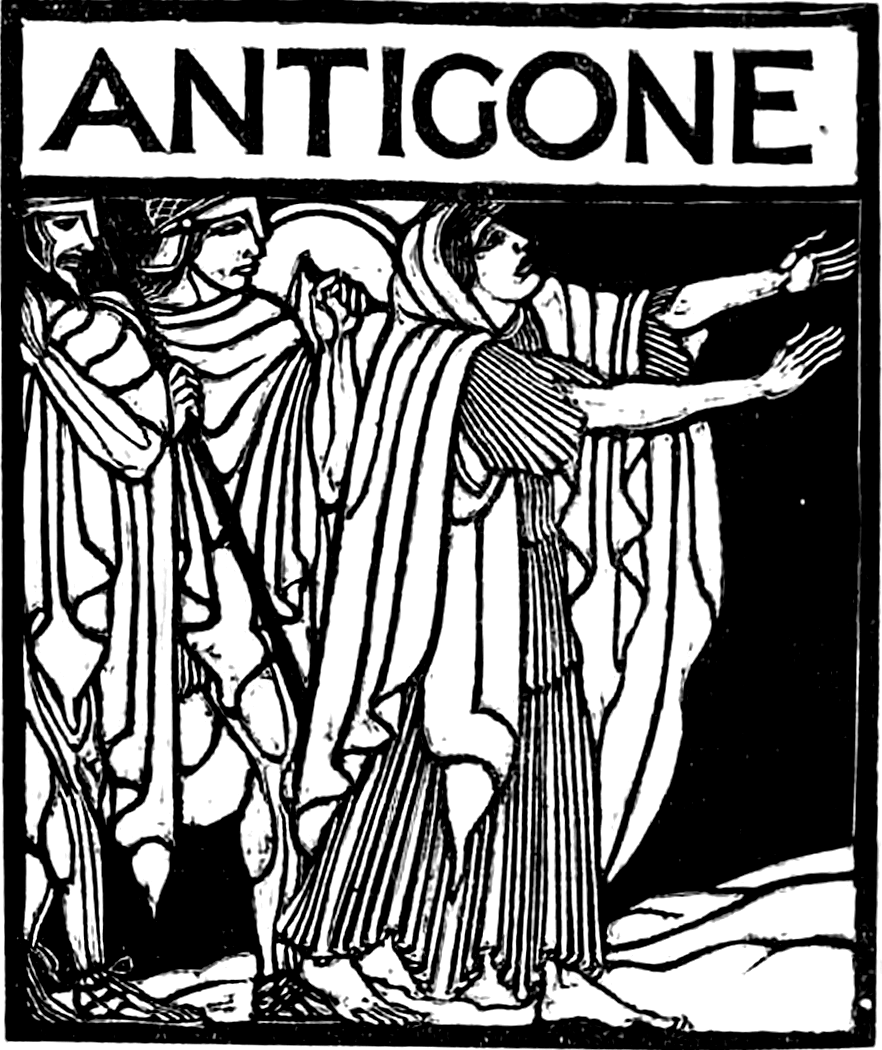
Antigone, illustration du théâtre de Sophocle par Adolfo de Carolis, 1929.

### Théâtre et roman
Dans l'Antigone de Sophocle, Créon, roi de Thèbes, représente la raison d'État sous sa forme la plus despotique : il refuse les funérailles au rebelle Polynice et s'oppose à Antigone, sœur du défunt, qui brave l'interdiction au nom des valeurs humaines et divines.
Arthur Koestler, dans son roman Le Zéro et l'Infini publié en 1940, montre un vieux militant bolchevik, Roubachof, qui, après s'être vainement opposé à Staline, accepte de prononcer des faux aveux lors des procès de Moscou parce que la raison d'État impose de sauver le régime soviétique issu de la révolution d'Octobre, même au mépris de la vérité.

### Cinéma
- La Raison d'État, 1978, d'André Cayatte avec Jean Yanne
- Raisons d’État, 2006 film de Robert De Niro avec Matt Damon, Angelina Jolie, Robert De Niro